# アヴィオット
アヴィオット （Avioth）は、フランス、グラン・テスト地域圏、ムーズ県のコミューン。ロレーヌ・ゴメーズ（fr）と呼ばれるフランス＝ベルギーの国境地帯にまたがる地方の一部である。

## 地理
シエール川（ムーズ川支流）の支流であるトンヌ川がコミューンを流れる。

## 由来
Avios (1223年)、Aviot (1230年)、Aiout (1270年)、Moneta Aviothensis et Moneta Avihotensis (14世紀)、Avioth (1527年)、Auioth (1599年)。

## 歴史
古くはこの集落は、現在は消滅してしまったサン・ブリスという村の教区に依存していた。アヴィオットは12世紀の間に、聖母子の木像が発見されたことで驚異的な発展を遂げた。発見以来、村は重要な巡礼地となり、1223年にはボーモン法から解放され、そのすぐ後にノートル・ダムのバジリカ建設が始まった。
自由都市であったアヴィオットには既に市長がおり、1230年代から刑事裁判所が組織されていた。市長と幹部たちは、コミューン内で行われる不動産の売却や寄進の行為を受けた。
かつてのシニー伯領はバル伯そして神聖ローマ帝国、アルロン侯爵領、そしてルクセンブルク公領（リュクサンブール）の支配を受けていた。1790年まで、フランス領リュクサンブールはモンメディの代官および奉行の管区であった。

## 人口統計
| 1962年 | 1968年 | 1975年 | 1982年 | 1990年 | 1999年 | 2006年 | 2014年 |
| ------ | ------ | ------ | ------ | ------ | ------ | ------ | ------ |
| 156    | 152    | 108    | 103    | 122    | 115    | 120    | 138    |

参照元:1962年から1999年までは複数コミューンに住所登録をする者の重複分を除いたもの。それ以降は当該コミューンの人口統計によるもの。1999年までEHESS/Cassini、2006年以降INSEE。

## 史跡
- ノートル・ダム・ダヴィオットのバジリカ - 建物は15世紀ゴシック様式。現在はヴェルダン司教座の管轄。クレルヴォーのベルナルドゥスが初めてサルヴェ・レジーナを歌ったのはこの場所である。

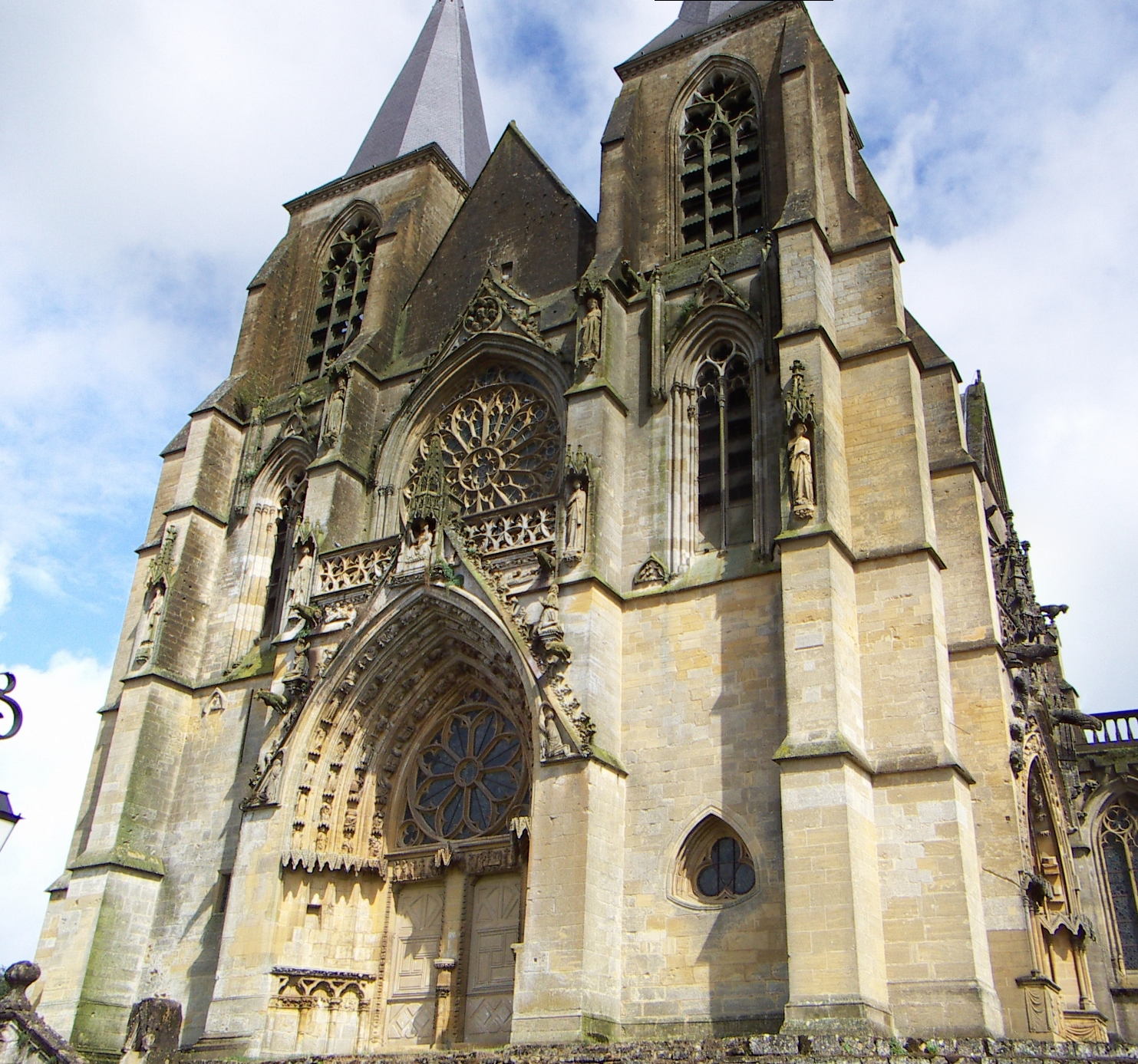
バジリカ
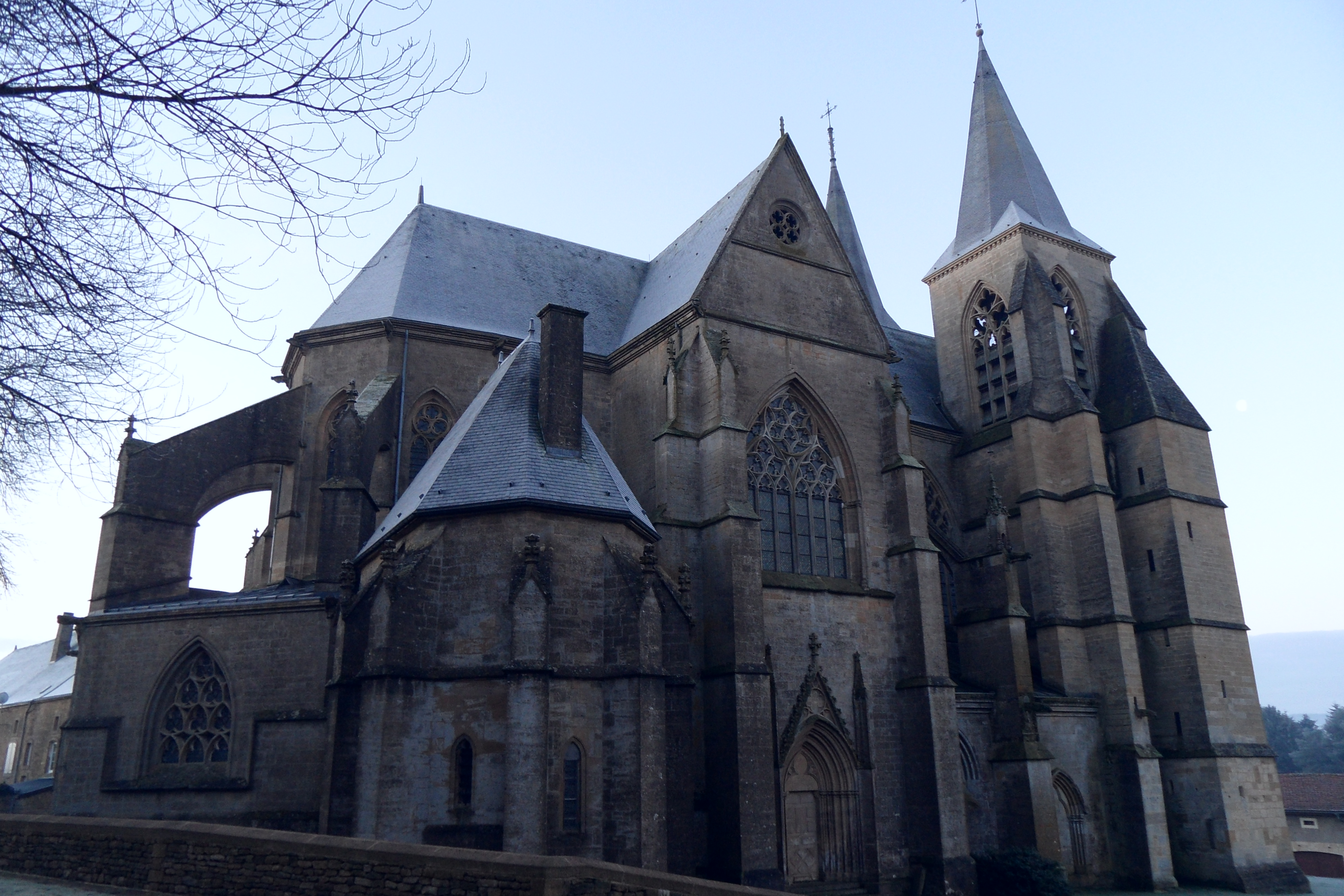
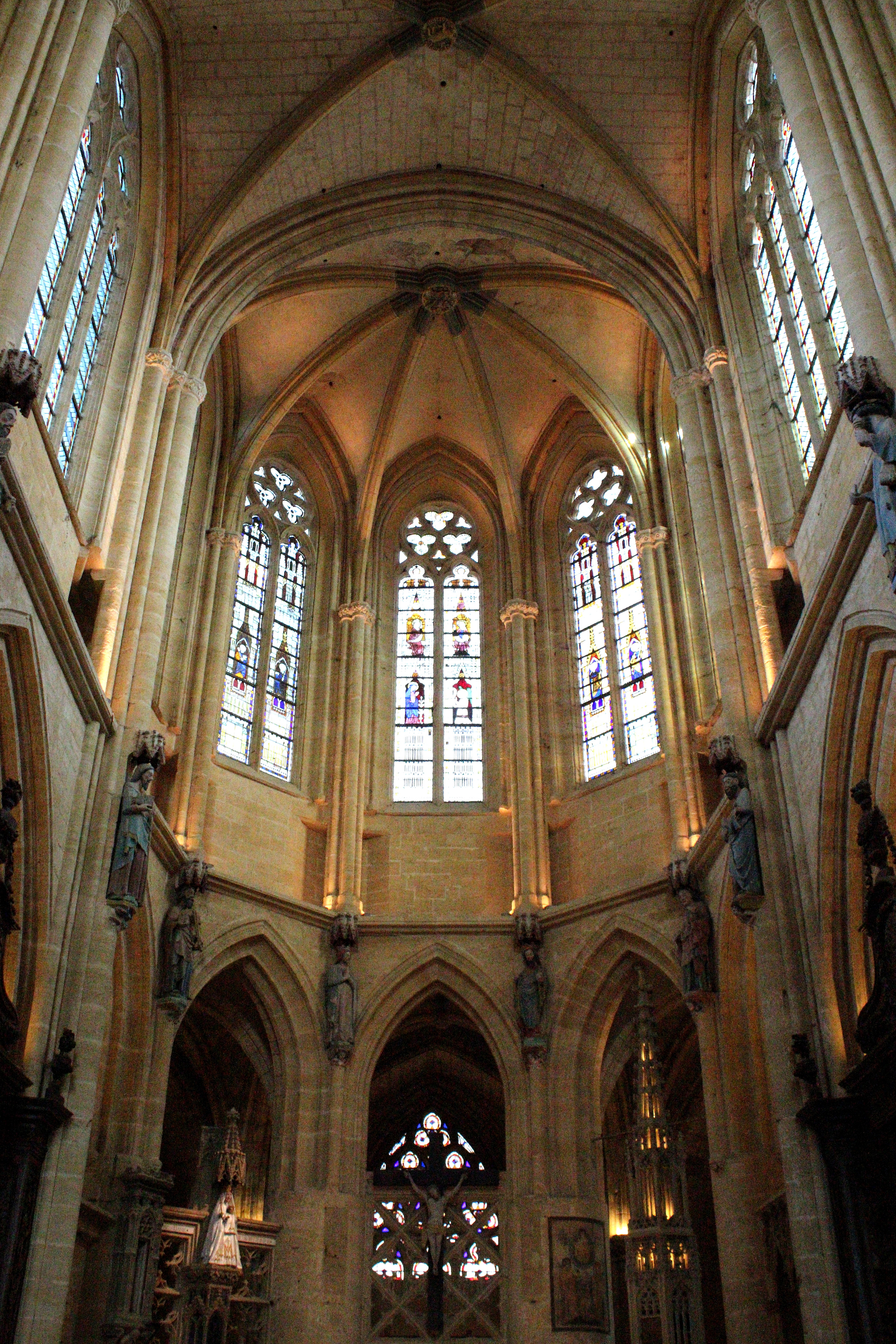
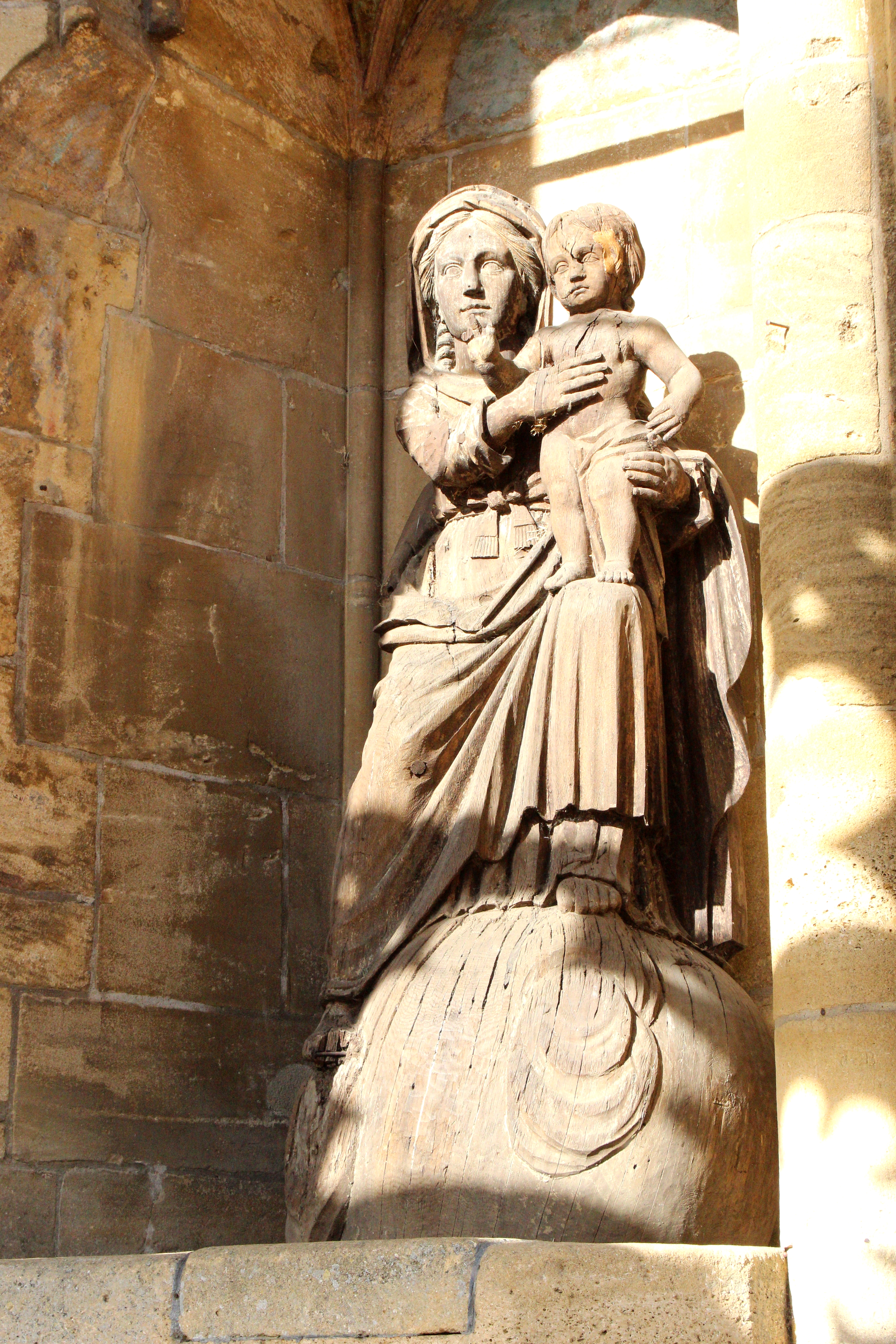
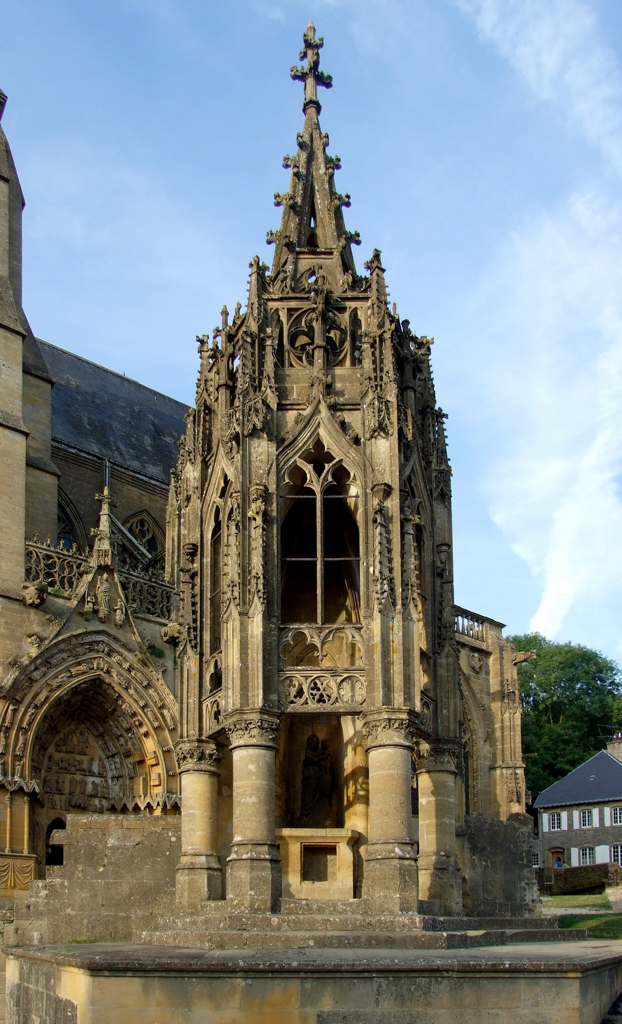
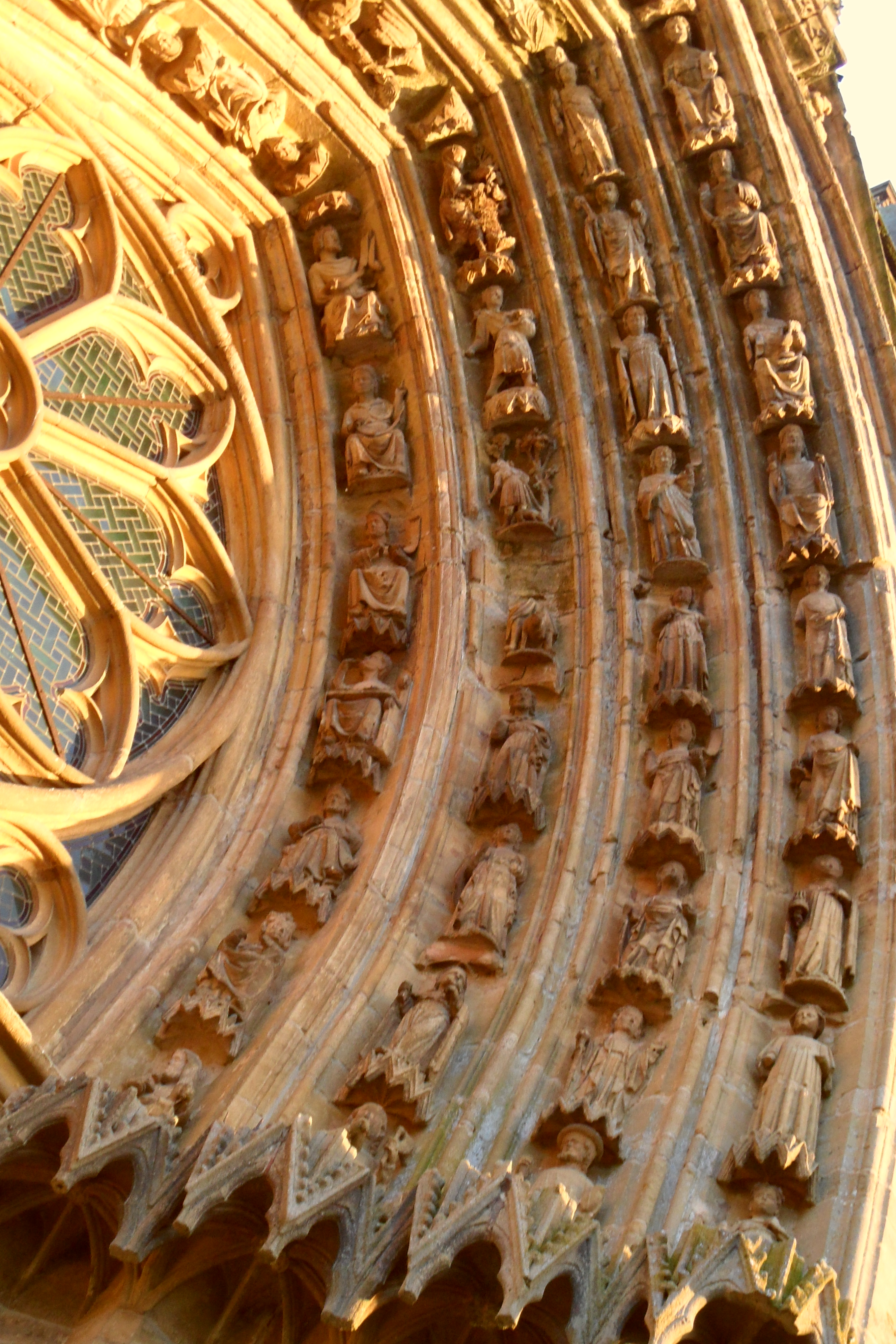
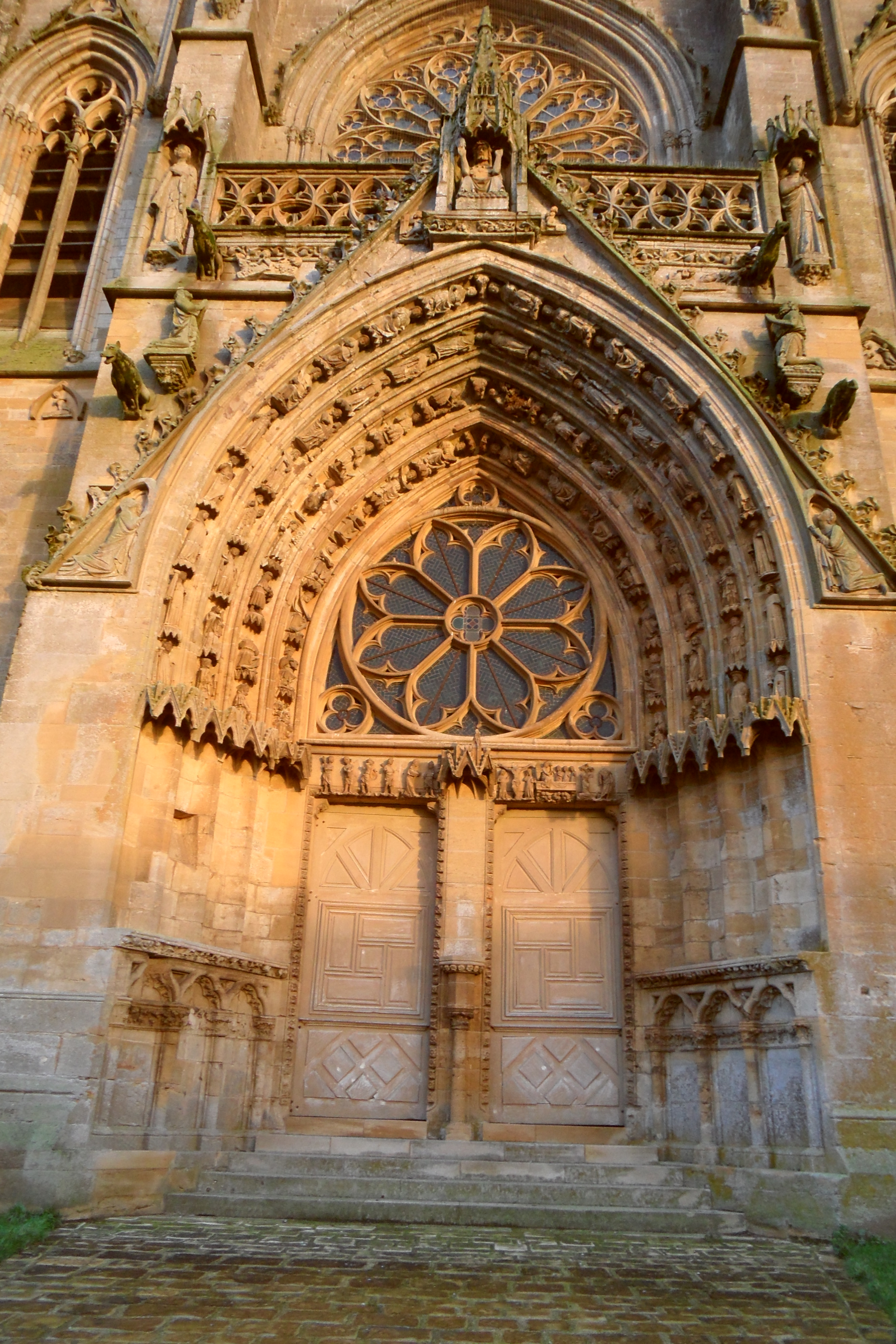